# アステル関西
アステル関西とは、
- かつて関西地域において展開されていたアステルPHS事業のサービスブランド名。「アステル関西」

- かつて関西地域においてPHS事業を行っていた電気通信事業者。「株式会社アステル関西」

本稿ではかつて関西地域においてアステルブランドを用い展開されていたPHS事業、またそれに付随する事業を詳述。

## 概要
株式会社アステル関西はアステルグループに属し、関西地域の電力系PHS事業会社として1995年10月1日サービス開始。
当初の本社所在地は大阪市中央区博労町のセイコー大阪ビル（現御堂筋グランタワー）で、梅田・なんば・京都四条・神戸三宮に支店兼セントラルステーション（顧客対応窓口）を置く。後に本社は大阪市北区中崎町に移転。移転先は親会社であった関西電力の関連会社の所有ビル。（現在のケイ・オプティコムも使用）開業当初のサービスエリアは京阪神以外では各県庁所在地のみの展開であった。
CMキャラクターはナインティナイン（後に奥菜恵が加わる）を起用し駅コンコースを非常に精巧に再現した撮影セットであったためCMに関する賞をいくつか受賞する。キャッチコピーは「みんなのPHSアステル関西」で、学生風のキャラクターを演じ評判を得る。（第1弾CMの共演者には本上まなみがいる。）
尚、CM放送開始当初の楽曲には、当時絶大な支持があったZARDの「気楽に行こう」が起用されていた。ナインティナイン出演時代のCMソングは、一貫してビーイング系アーティストの楽曲が起用されていた。
サービス開始当初は電力柱上に20mWという、微弱な出力のアンテナで展開し、競合するDDIポケット（現Y!mobile）に比べると受信状況の安定性やエリアの狭さで苦戦する。後に大幅なエリア改善策を打ち出すが、広さより高密度エリアを目指すNTTパーソナルやDDIポケットに比べ“点”で広範囲をカバーしようとしたため市区町村単位では一時関西最大の展開をするも圏外が目立ち失策する。
打開策としてハンドオーバーの改善や高出力アンテナ設置、電力柱より下向きに指向性を持たせ同期を計るなど改善をしたが、その頃には既にPHSそのものが氷河期を迎えていた。
その後も競合する他社に比べ低価格な料金プランを展開。サービス面でも、基本料完全無料の「まっTEL」や、アステル東京開発で携帯電話初の着信メロディダウンロードサービス（着メロ）や同じく携帯電話初の3和音着メロなど、画期的なサービスで健闘するが、加入者数の伸び悩みは続き、後に減少に転じる。
この頃、中高生主体のPHSのイメージから脱却する為、CMキャラクターを当時「ショムニ」で話題の江角マキコに変更。キャッチコピーも「都市に生きる人へ exe（エグゼ）」に変更した。
最後の音声端末は日本無線製AJ-51で、当時画期的であった携帯電話単体でのPOPメーラー搭載端末であり、また同社初のインターネット接続サービス（ドットi）対応端末であった。
2000年、ケイ・オプティコムへ統合し、堺市中百舌鳥エリアにてPHS定額データ通信の実証実験を行う。この頃CMに遠藤久美子を起用するが、アステルではなくeoブランドとケイオプティコムの企業CMのみに使われる。
2001年夏頃より順次取扱店を縮小し、PHS基地局へ自社光ファイバーを接続した、定額制データ通信サービスeo64エア等のISP事業に注力を注ぐようになり、2004年9月にて同社PHSサービスは終了となる。なお、eo64エアは以後もサービスが提供されていたが、2011年9月30日にサービスを終了した。
なお現在のケイ・オプティコムにおいての携帯電話事業としては、mineo（マイネオ=格安スマホ）が展開されている。これとは別に、関西電力自体は関西セルラー電話に出資していた。

## 業務地域
- 滋賀県、京都府、大阪府、兵庫県、奈良県、和歌山県

## 年表
- 1994年11月10日 - 株式会社アステル関西設立。
- 1995年10月1日 - アステル関西サービス開始。
- 2000年11月1日 - 株式会社アステル関西から株式会社ケイ・オプティコムへPHS事業が譲渡される。
- 2004年
  - 4月6日 - アステル関西音声電話サービスの新規受付を終了。
  - 9月30日 - アステル関西音声電話サービスを終了。全国で4社目の撤退

## 料金体系
おしゃべりコース月額 3,000円。厳密には標準コースに300円追加のオプション扱いで、標準プランの通話料10%OFF。
標準コース月額 2,700円。最もオーソドックスなプランで、料金は公衆電話並みで、1通話10円のアクセスチャージが生じる。
デイ&ミッドナイトコース月額1980円。19:00〜23:00を除く時間は標準コースと同じで、件の時間は標準の2倍の通話料金。
きめトーク月額 980円。発信先を3カ所（メールを使う場合1カ所減る）に限定するコース。通話料は標準コースと同じだが機種は限定される。
待っTEL月額 0円。初回手数料と専用機種代金（セントラルステーションでは全機種）を払えば着信専用ながら2年間完全無料。発信は警察・消防と157へは可能。一般電話へはプリペイドA（エース）を買えば発信可能。
e-p@ck スタンダード月額 3,180円。eメール（30秒アクセス）100回分がパックになった以外は標準コースと同じ。
e-p@ck デイ月額 2,330円。eメール（〃）70回分がパックになり19:00〜23:00は通話料が標準コースの2倍。
e-p@ck ナイト月額 2,330円。eメール（〃）70回分がパックになり8:00〜19:00は通話料が標準コースの2倍。
データプラン680月額 680円。32kデータ通信専用プラン。待っTEL併用のデュプレックス方式を使えば64k通信可能。
テレメタリング月額 680円。データプラン680と同一内容。ただし法人契約で自動販売機やPOSなどの通信に限定。
MYスポット割引月額 200円。通話プランのオプション。毎月発信料金（基地局単位）上位3基地局の通話料を一般・PHS宛30%割引、携帯宛10%割引
関西テレメッセージとポケベルとPHSの一体型の端末でサービスを行う 

## アステル関西独自のサービス
なお、定額制データ通信事業の運営に関しては、アステル関西として受けたPHS事業者としての許認可、および割り当てられたPHS無線局（基地局）の免許を、承継して使用している。ただし、アステルブランドは一切使用していない。

### eo64エア
2001年6月1日にモバイルデータ通信定額制「eo64エア」を開始。
（プレスリリース ・eo64公式サイト）

これはデータ通信用のPCカード型・またはコンパクトフラッシュ型専用PHSを介し、32kbpsのモバイル通信回線を2回線分使用することで、最大64kbpsのベストエフォート方式でのデータ通信を実現するものである。同様のモバイル通信サービスはウィルコム（当時は『DDIポケット』）の提供するサービス・AIR-EDGEなどがほぼ同時期に登場していたが、交換するデータ量に伴って従量課金されるシステムではなく、eo64エアは完全定額制であることを大きなアピールポイントとしていた。

初期投資コストとしては、PCカード型の機器購入代金が12000-15000円程度かかるが、月額3150円（消費税込み）で完全使い放題という、当時としては破格の条件は安価なモバイル通信を求めるニーズに合致し、利用者を獲得することに成功した。

ただし、5分以上の無通信状態・ないし5時間以上の連続データ通信状態が続くと、回線が強制的に切断される。これは同サービスがモバイル回線を利用する通信形式である関係上、限られた電波チャンネルの適切な再分配を行なうという名目によるものである。またベストエフォート方式での通信であるため、電波状態や基地局の利用状態によっては、同時2回線分の通信が行なえない事がある。その場合は、1回線分の32kbpsでのデータ通信となる。
2007年9月30日に中国電力系のエネルギア・コミュニケーションズが提供していたMEGA EGG64がサービス終了したため、旧アステルグループの流れを汲む最後のサービスとなったが、こちらも2010年8月31日を以って新規契約受付を終了し、2011年9月30日限りでサービス終了した。

### まっTEL
着信のみ使用できるアステルPHSのサービス。関西でのサービス開始以降、東京地区、東北地区でも同様のサービスが始まったが、東京、東北ではアステルの通常契約が無いと契約できなかったり専用端末だったのに対し、関西は月額基本料無料でまっTELのみの契約ができたり、関西独自のサービスとしてプリペイドカードでの通話料金チャージにより発信（プリペイド発信は関西地区のみ）も可能になった。ただし、プリペイド発信は非通知になり、その上一度06局番の発信センターに電話をかけ、音声ガイダンスに従って手入力で電話番号を入力して初めて繋がる仕様の為、あまり実用的にはならなかった。「まっTEL」契約回線への着信は全国のアステルエリアで可能な為、遠方から登録に来るケースもあった。
また関西地区のまっTELは2年単位での契約で、期間満了時には契約住所へ手紙で連絡があり、更新すればさらに2年使用できた。更新手数料は無料。

## CMキャラクター
- ナインティナイン
- 奥菜恵
- 江角マキコ

## CMソング
- ZARD - 「気楽にいこう」
- FIELD OF VIEW - 「THINK OF MY SELF」「Wake up!!」
- 新堂敦士 - 「I KISS YOU」
- 栗林誠一郎 - 「名もない想い出」
- 小松未歩 - 「alive」